# ホソスゲ
ホソスゲ（細菅、学名：Carex disperma）は、カヤツリグサ科スゲ属の植物の一種。

## 分布
北半球に広く分布する。日本では北海道の上川、宗谷、十勝、釧路、根室にのみに分布していた。1954年の採集以来生育が確認できず絶滅したと考えられていたが、2016年6月に北海道厚岸町門静での生育が確認され、約60年ぶりの発見となった。

## 特徴
高さ20-50 cm、葉の幅は0.7-2 mm。染色体数2n=70。主に高原の湿地に生育する。

## 保全状況評価
絶滅危惧IA類 (CR)（環境省レッドリスト）
2000年までの環境省レッドデータブックでは絶滅危惧IA類に指定されていたが、その後2007年・2012年のレッドリストともに絶滅と評価されていた。
しかし、2016年に生育が確認されたため、2017年に公表された環境省レッドリストでは絶滅危惧IA類と再評価された。